# Das Hausbau-Kommando – Trautes Heim, Glück allein
Das Hausbau-Kommando – Trautes Heim, Glück allein (Originaltitel: Extreme Makeover: Home Edition) ist eine US-amerikanische Hilfeshow des Senders ABC. Sie wurde von Endemol produziert. In Deutschland wurde die Sendung von 2007 bis 2010 auf DMAX ausgestrahlt.

## Konzept

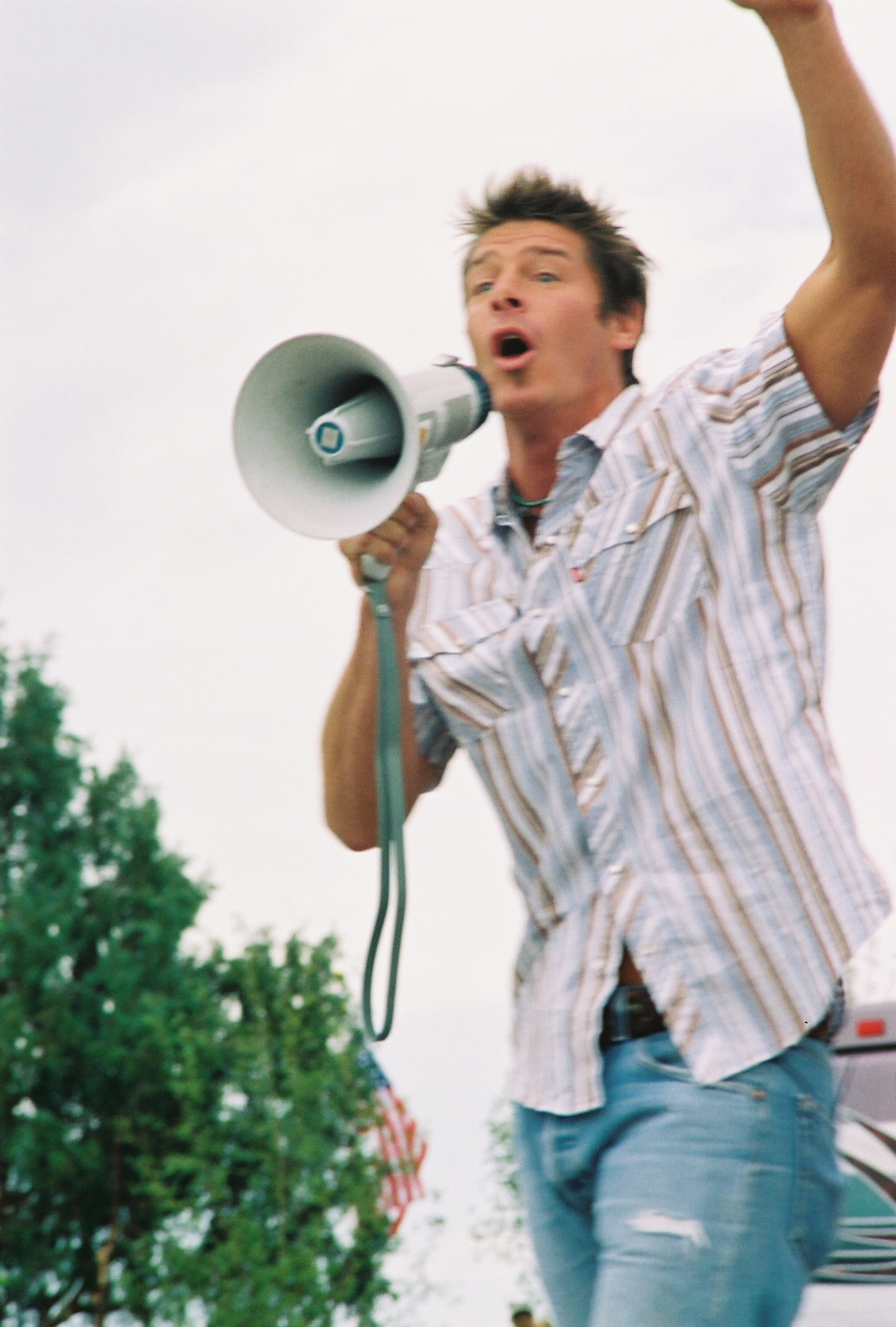
Ty Pennington

In dieser Fernsehsendung wird einer Familie, die sich per Video beworben hat, der Wunsch nach einem Traumhaus erfüllt. Häufig handelt es sich um Familien, die durch ein Unglück in Not geraten sind. Während der Arbeiten am Haus wird die Familie in den Urlaub geschickt und sieht nach der Ankunft ausschließlich das Endergebnis. Für die Änderungen, beispielsweise eine Bowlingbahn im Keller oder eine Riesen-Rutsche im Garten, ist das Design-Team um Tygert Burton Pennington verantwortlich, das aus professionellen Handwerkern und Designern besteht. Meist wird das Haus einer Familie während der Umbauphase, die sieben Tage andauert, komplett abgerissen und neu aufgebaut. Neben ihrem Traumhaus und dem Urlaub, erhalten die Familien häufig Geld oder ein Auto.

## Auszeichnungen
Das Hausbau-Kommando wurde mit zwei Emmys ausgezeichnet.

## Varianten
Extreme Makeover: Home Edition (zu dt.: drastische Verschönerung), welches sich mit dem Umbau und der Verschönerung von Häusern befasst, ist ein Spin-off der Fernsehsendung Extreme Makeover. Dort werden die Kandidaten einer Verschönerung unterzogen, bei der nicht selten Schönheitsoperationen, Arzneikuren, ein neuer Haarschnitt und neue Kleidung zum Einsatz kamen.
Außerdem wurde im US-amerikanischen Fernsehen auch die Extreme Makeover: Weight Loss Edition ausgestrahlt, bei der die Kandidaten mit Sport und gesunder Ernährung konfrontiert werden, ähnlich der in Deutschland gezeigten Sendung The Biggest Loser.